# Ágoston Péter (színművész)
Ágoston Péter (Eger, 1990. február 22. –) magyar színész.

## Életpályája
Édesapja Ágoston Ottó, ütőtanár az egri Farkas Ferenc Zeneiskolában, édesanyja Ágostonné Kugler Zsuzsanna, magyar és ének-zene szakos tanárnő a Tinódi Sebestyén Általános Iskolában. A zenész-pedagógus szülők sokat játszottak az egri színházban. Nővére Katalin is énekes színésznő, Boglárka ügyész, bátyja, Gergely pedig sales manager. Pályáját gyerekszínészként kezdte az egri Gárdonyi Géza Színházban, tizenkét évesen, a Béres Attila rendezte Valahol Európában című musicalben. Ekkor döntötte el, hogy ezen a pályán akar maradni és kezdett el dolgozni Venczel Valentin egri amatőr társulatában is. Ezután folyamatosan játszott 2008-ig Egerben, amikor is fölvették Budapesten az egyetemre. A színház mellett ifjúsági magazint készített a tévében két barátjával, Szőts Orsolyával és Ivanics Tamással – akik szintén színészek lettek.
A Színház- és Filmművészeti Egyetemen 2013-ban végzett Novák Eszter és Selmeczi György osztályában. Gyakorlatát a Szegedi Szabadtéri Játékokon, a Vígszínházban, a Bárka Színházban és a Kolibri Színházban végezte. Ezután a debreceni Csokonai Nemzeti Színházhoz szerződött. 2014 augusztusától volt a Pesti Magyar Színház tagja. 2018-tól szabadúszó volt. 2020-2021 között a Szegedi Nemzeti Színház tagja volt. 2022-től a Zenthe Ferenc Színház színésze.
Megálmodott egy színészekkel készített beszélgetés-sorozatot. Az első huszonegy darab 45-50 perces részt tizennyolc kollégájával 2016 márciusában készítette, a Színház- és Filmművészeti Egyetem televíziós műsorkészítő osztályának segítségével forgatta le. Az epizódok Takarásban címmel október 13-tól minden héten, csütörtökönként kerültek fel az internetre. 2018 augusztusában indította el, internetes paródia videósorozatát, Bréking Nyúzz címen. 2020-ban egyik közreműködője volt a Szemenyei János és Horgas Ádám által jegyzett, 169 művész előadásában készült Kis suttogás című karanténdalnak.
Párja Széles Flóra színésznő.

## Színházi szerepei
| \| Szerző \| A darab címe \| Bemutató dátuma \| S z í n h á z \| Játszott szerep \| \| --------------------------------------------------------------------------------------------------------------------------------- \| ----------------------------------------- \| --------------- \| --------------------------------------------------------------------------------------------- \| --------------------------------------------------------- \| \| Radványi Géza, Balázs Béla stb. (filmforgatókönyv), Böhm György, Horváth Péter, Korcsmáros György \| Valahol Európában \| 2002. \| Gárdonyi Géza Színház \| Csóró \| \| Johann Wolfgang von Goethe \| Faust \| 2006. \| Gárdonyi Géza Színház \| \| \| Charles Dickens, Lionel Bart \| Oliver! \| 2006. \| Agria Játékok Liceum Udvar / Gárdonyi Géza Színház \| Dörzsölt (szerepkettőzés) \| \| Willy Russell \| Vértestvérek \| 2007. \| Gárdonyi Géza Színház \| \| \| Arnold Wesker \| A konyha \| 2008. \| Gárdonyi Géza Színház \| Mangolis \| \| \| Dalok a Földről \| 2009. \| Zsámbéki Színházi Bázis \| \| \| George Bernard Shaw, Alan Jay Lerner, Varró Dániel \| My Fair Lady \| 2010. \| Szegedi Szabadtéri Játékok Dóm tér \| \| \| \| BÍÍT \| 2010. \| Színház- és Filmművészeti Egyetem Padlás \| \| \| Radványi Géza, Balázs Béla stb. (filmforgatókönyv), Böhm György, Horváth Péter, Korcsmáros György \| Valahol Európában \| 2011. \| Szegedi Szabadtéri Játékok Dóm tér \| Szeplős \| \| Vörösmarty Mihály \| Csongor és Tünde \| 2011. \| Vígszínház Házi Színpad \| Berreh, ördögfi; Tudós \| \| William Shakespeare \| Makrancos Kata \| 2012. \| Vígszínház \| Rendőr; Kíséret Baptistánál; Ló; Szamár; Szolgák; Dalárda \| \| Horace McCoy, Vígszínház \| A lovakat lelövik ugye? \| 2012. \| Vígszínház \| Bodor Feri \| \| Fjodor Mihajlovics Dosztojevszkij, Zsótér Sándor, Ungár Júlia \| Az 1/2 kegyelmű \| 2012. \| Színház- és Filmművészeti Egyetem Ódry Színpad \| Antyip Burdovszkij, a „Pavliscsev fia” \| \| Oleg Presznyakov, Vlagyimir Presznyakov \| Presznyakov-gyakorlatok (Terror) \| 2012. \| Színház- és Filmművészeti Főiskola IV. éves zenés színművész osztálya Zsámbéki Színházi Bázis \| \| \| Ödön von Horváth \| Vasárnap 16:48 \| 2012. \| Bárka Színház \| Favágó \| \| Anton Pavlovics Csehov \| Medve \| 2012. \| Színház- és Filmművészeti Főiskola V. éves színművész osztály Ódry Színpad \| \| \| Anton Pavlovics Csehov \| Leánykérés \| 2012. \| Színház- és Filmművészeti Főiskola V. éves színművész osztály Ódry Színpad \| \| \| Anton Pavlovics Csehov \| Jubileum \| 2012. \| Színház- és Filmművészeti Főiskola V. éves színművész osztály Ódry Színpad \| \| \| Győri Katalin \| Delete \| 2013. \| Kolibri Gyermek- és Ifjúsági Színház \| Boti \| \| Lev Nyikolajevics Tolsztoj, Klim (Volodimir Klimenko) \| Anna Karenina \| 2013. \| Bárka Színház \| Petrickij főhadnagy; Doktor \| \| Szabó Magda \| Régimódi történet \| 2013. \| Csokonai Nemzeti Színház \| Kálmánka \| \| Stanisław Wyspiański \| Novemberi éj \| 2013. \| Csokonai Nemzeti Színház - Víg kamaraszínház \| Goszchiński; Hermész \| \| Szophoklész \| Antigoné \| 2014. \| Csokonai Nemzeti Színház \| a Kar tagja \| \| James Lapine, Galambos Attila \| Vadregény \| 2014. \| Magyar Színház \| Aranyhaj hercege \| \| Jeney Zoltán \| Rév Fülöp \| 2014. \| Magyar Színház \| Rév Fülöp \| \| \| 'Énekelünk...' Francia sanzonok és songok \| 2015. \| Színház- és Filmművészeti Egyetem - Ódry Színpad \| \| \| Astrid Lindgren, Tótfalusi István \| Harisnyás Pippi \| 2015. \| Magyar Színház \| Tomi \| \| Arnold Wesker, Lőrinczy Attila \| A konyha \| 2015. \| Magyar Színház \| Nicholas \| \| Carlo Goldoni, Török Tamara \| Chioggiai csetepaté \| 2015. \| Magyar Színház \| Canocchia, fiatalember, sült tököt árul \| \| Howard Lindsay, Russel Crouse, Maria Augusta von Trapp, Oscar Hammerstein, Bátki Mihály, Fábri Péter (dalszöveg), Richard Rodgers \| A muzsika hangja \| 2015. \| Pesti Magyar Színház \| Rolf Gruber (szerepkettőzés) \| \| Peter Stone, Billy Wilder, I.A.L. Diamond, Robert Thoeren, Bátki Mihály, Miklós Tibor, Jule Styne Bob Merrill, Topolcsányi Laura \| Van, aki forrón szereti \| 2016. \| Magyar Színház \| Állásközvetítő; Gengeszter; Skippy \| \| \| \| . \| \| \| |                                           |                 |                                                                                               |                                                           |
| Szerző | A darab címe                              | Bemutató dátuma | S z í n h á z                                                                                 | Játszott szerep                                           |
| Radványi Géza, Balázs Béla stb. (filmforgatókönyv), Böhm György, Horváth Péter, Korcsmáros György | Valahol Európában                         | 2002.           | Gárdonyi Géza Színház                                                                         | Csóró                                                     |
| Johann Wolfgang von Goethe | Faust                                     | 2006.           | Gárdonyi Géza Színház                                                                         |                                                           |
| Charles Dickens, Lionel Bart | Oliver!                                   | 2006.           | Agria Játékok Liceum Udvar / Gárdonyi Géza Színház                                            | Dörzsölt (szerepkettőzés)                                 |
| Willy Russell | Vértestvérek                              | 2007.           | Gárdonyi Géza Színház                                                                         |                                                           |
| Arnold Wesker | A konyha                                  | 2008.           | Gárdonyi Géza Színház                                                                         | Mangolis                                                  |
| | Dalok a Földről                           | 2009.           | Zsámbéki Színházi Bázis                                                                       |                                                           |
| George Bernard Shaw, Alan Jay Lerner, Varró Dániel | My Fair Lady                              | 2010.           | Szegedi Szabadtéri Játékok Dóm tér                                                            |                                                           |
| | BÍÍT                                      | 2010.           | Színház- és Filmművészeti Egyetem Padlás                                                      |                                                           |
| Radványi Géza, Balázs Béla stb. (filmforgatókönyv), Böhm György, Horváth Péter, Korcsmáros György | Valahol Európában                         | 2011.           | Szegedi Szabadtéri Játékok Dóm tér                                                            | Szeplős                                                   |
| Vörösmarty Mihály | Csongor és Tünde                          | 2011.           | Vígszínház Házi Színpad                                                                       | Berreh, ördögfi; Tudós                                    |
| William Shakespeare | Makrancos Kata                            | 2012.           | Vígszínház                                                                                    | Rendőr; Kíséret Baptistánál; Ló; Szamár; Szolgák; Dalárda |
| Horace McCoy, Vígszínház | A lovakat lelövik ugye?                   | 2012.           | Vígszínház                                                                                    | Bodor Feri                                                |
| Fjodor Mihajlovics Dosztojevszkij, Zsótér Sándor, Ungár Júlia | Az 1/2 kegyelmű                           | 2012.           | Színház- és Filmművészeti Egyetem Ódry Színpad                                                | Antyip Burdovszkij, a „Pavliscsev fia”                    |
| Oleg Presznyakov, Vlagyimir Presznyakov | Presznyakov-gyakorlatok (Terror)          | 2012.           | Színház- és Filmművészeti Főiskola IV. éves zenés színművész osztálya Zsámbéki Színházi Bázis |                                                           |
| Ödön von Horváth | Vasárnap 16:48                            | 2012.           | Bárka Színház                                                                                 | Favágó                                                    |
| Anton Pavlovics Csehov | Medve                                     | 2012.           | Színház- és Filmművészeti Főiskola V. éves színművész osztály Ódry Színpad                    |                                                           |
| Anton Pavlovics Csehov | Leánykérés                                | 2012.           | Színház- és Filmművészeti Főiskola V. éves színművész osztály Ódry Színpad                    |                                                           |
| Anton Pavlovics Csehov | Jubileum                                  | 2012.           | Színház- és Filmművészeti Főiskola V. éves színművész osztály Ódry Színpad                    |                                                           |
| Győri Katalin | Delete                                    | 2013.           | Kolibri Gyermek- és Ifjúsági Színház                                                          | Boti                                                      |
| Lev Nyikolajevics Tolsztoj, Klim (Volodimir Klimenko) | Anna Karenina                             | 2013.           | Bárka Színház                                                                                 | Petrickij főhadnagy; Doktor                               |
| Szabó Magda | Régimódi történet                         | 2013.           | Csokonai Nemzeti Színház                                                                      | Kálmánka                                                  |
| Stanisław Wyspiański | Novemberi éj                              | 2013.           | Csokonai Nemzeti Színház - Víg kamaraszínház                                                  | Goszchiński; Hermész                                      |
| Szophoklész | Antigoné                                  | 2014.           | Csokonai Nemzeti Színház                                                                      | a Kar tagja                                               |
| James Lapine, Galambos Attila | Vadregény                                 | 2014.           | Magyar Színház                                                                                | Aranyhaj hercege                                          |
| Jeney Zoltán | Rév Fülöp                                 | 2014.           | Magyar Színház                                                                                | Rév Fülöp                                                 |
| | 'Énekelünk...' Francia sanzonok és songok | 2015.           | Színház- és Filmművészeti Egyetem - Ódry Színpad                                              |                                                           |
| Astrid Lindgren, Tótfalusi István | Harisnyás Pippi                           | 2015.           | Magyar Színház                                                                                | Tomi                                                      |
| Arnold Wesker, Lőrinczy Attila | A konyha                                  | 2015.           | Magyar Színház                                                                                | Nicholas                                                  |
| Carlo Goldoni, Török Tamara | Chioggiai csetepaté                       | 2015.           | Magyar Színház                                                                                | Canocchia, fiatalember, sült tököt árul                   |
| Howard Lindsay, Russel Crouse, Maria Augusta von Trapp, Oscar Hammerstein, Bátki Mihály, Fábri Péter (dalszöveg), Richard Rodgers | A muzsika hangja                          | 2015.           | Pesti Magyar Színház                                                                          | Rolf Gruber (szerepkettőzés)                              |
| Peter Stone, Billy Wilder, I.A.L. Diamond, Robert Thoeren, Bátki Mihály, Miklós Tibor, Jule Styne Bob Merrill, Topolcsányi Laura | Van, aki forrón szereti                   | 2016.           | Magyar Színház                                                                                | Állásközvetítő; Gengeszter; Skippy                        |
| |                                           | .               |                                                                                               |                                                           |

### Jelenleg játszott szerepei
Az utolsó módosítás ebben a szakaszban:  2018. december 7., 15:27 (CET)
- Horányi Juli: Boldogság (2017, Átrium)
- Zerkovitz Béla, Szilágyi László: Csókos asszony - Ibolya Ede (2017, József Attila Színház - Budapest)
- Botos Éva (Csehov-adaptáció): csRSnyés (2018, RS9 Színház - Budapest)
- Tamási Áron: Jégtörő Mátyás - Mátyás (2018, Bartók Kamaraszínház - Dunaújváros)[10]

## Filmes és televíziós szerepei
- Aranyélet (2016)
- Egynyári kaland (2017)
- Drága örökösök (2019)
- Keresztanyu (2022)
- …a szomszéd tehene (2024)

## Szinkronszerepei
| Film / Sorozat / Év                               | Szereplő                                             | Színész / Szinkronhang     |
| ------------------------------------------------- | ---------------------------------------------------- | -------------------------- |
| Szemtől szemben (1967)                            | További szereplő (2. magyar változat)                | ???                        |
| A vámpírok bálja (1967)                           | További szereplő (2. magyar változat)                | ???                        |
| Nyugaton a helyzet változatlan (1979)             | Westhaus (3. magyar változat)                        | Colin Mayes                |
| Halálos játszma 2. (1981)                         | Lewis (3. magyar változat)                           | Roy Horan                  |
| A tölgy (1991)                                    | További szereplő                                     | ???                        |
| Életben maradtak (1993)                           | Alberto Artuna (2. magyar változat)                  | Jake Carpenter             |
| A behajtók (1999)                                 | Morgan (3. magyar változat)                          | Andres Apergis             |
| Anya, lánya, unokája (2007)                       | Harlan (2. magyar változat)                          | Garrett Hedlund            |
| Margaret (2011)                                   | További szereplő                                     | ???                        |
| Apa ég! (2012)                                    | Han Solo Berger / Todd Peterson (2. magyar változat) | Andy Samberg               |
| Bársonyos hullámok (2013)                         | További szereplő                                     | ???                        |
| Hello, Carter (2013)                              | További szereplő                                     | ???                        |
| Menőkor (2013)                                    | Justin Havens                                        | Evan Adrian                |
| A kiskutya fülű 2. (2014)                         | További szereplő                                     | ???                        |
| Altatódal (2014)                                  | Steven Lavipour                                      | Robert Bouge               |
| Rock Csont (2016)                                 | Steve                                                | Matthew W. Taylor (hangja) |
| Stranger Things (2016-)                           | Steve Harrington                                     | Joe Keery                  |
| Szenilla nyomában (2016)                          | Alex                                                 | ???                        |
| Star Wars IX. rész – A Skywalker kora (2019)      | Rey apja                                             | Billy Howle                |
| A Sötét Kristály – Az ellenállás kora (2019-2019) | Rian                                                 | Taron Egerton (hangja)     |
| Szexoktatás (2019-)                               | Charlie                                              | Dominic Applewhite         |
| Volt egyszer egy... Hollywood (2019)              | Bruce Lee                                            | Mike Moh                   |
| Des (2020-2020)                                   | Jones                                                | Alex Bhat                  |
| Kegyetlen város                                   | Nedim Karaçay                                        | Berker Güven               |
| Nagy Katalin – A kezdetek (2020-)                 | Péter cár                                            | Nicholas Hoult             |
| Loki (2021-)                                      | Martin                                               | Josh Fadem                 |
| Hupikék törpikék 2021(2021-)                      | Törpupák                                             | Antoine Schoumsky          |
| Mortal Kombat (2021)                              | Kung Lao                                             | Max                        |
| A Mandalóri (2022)                                | Caben                                                | Asif Ali                   |
| Star Wars: A Rossz Osztag (2023)                  | Grotton kormányzó                                    | Max Mittelman              |
| Barátnőt felveszünk (2023)                        | Jody                                                 | Kyle Mooney                |
| A három nővér (2022-2024)                         | Somer Korman                                         | Berker Güven               |
| Alma és Hagyma (2018-)                            | Alma                                                 | George Gendi               |
| Golden Kamuy (2024)                               | Noma Naoaki                                          | Aoki Ken                   |
| Álomlista (2025)                                  | Finn                                                 | Michael Rowland            |

## Díjai és kitüntetései
- Főnix-díj (2018)[11]